# Siglistorf
Siglistorf (toponimo tedesco) è un comune svizzero di 630 abitanti del Canton Argovia, nel distretto di Zurzach.

## Monumenti e luoghi d'interesse

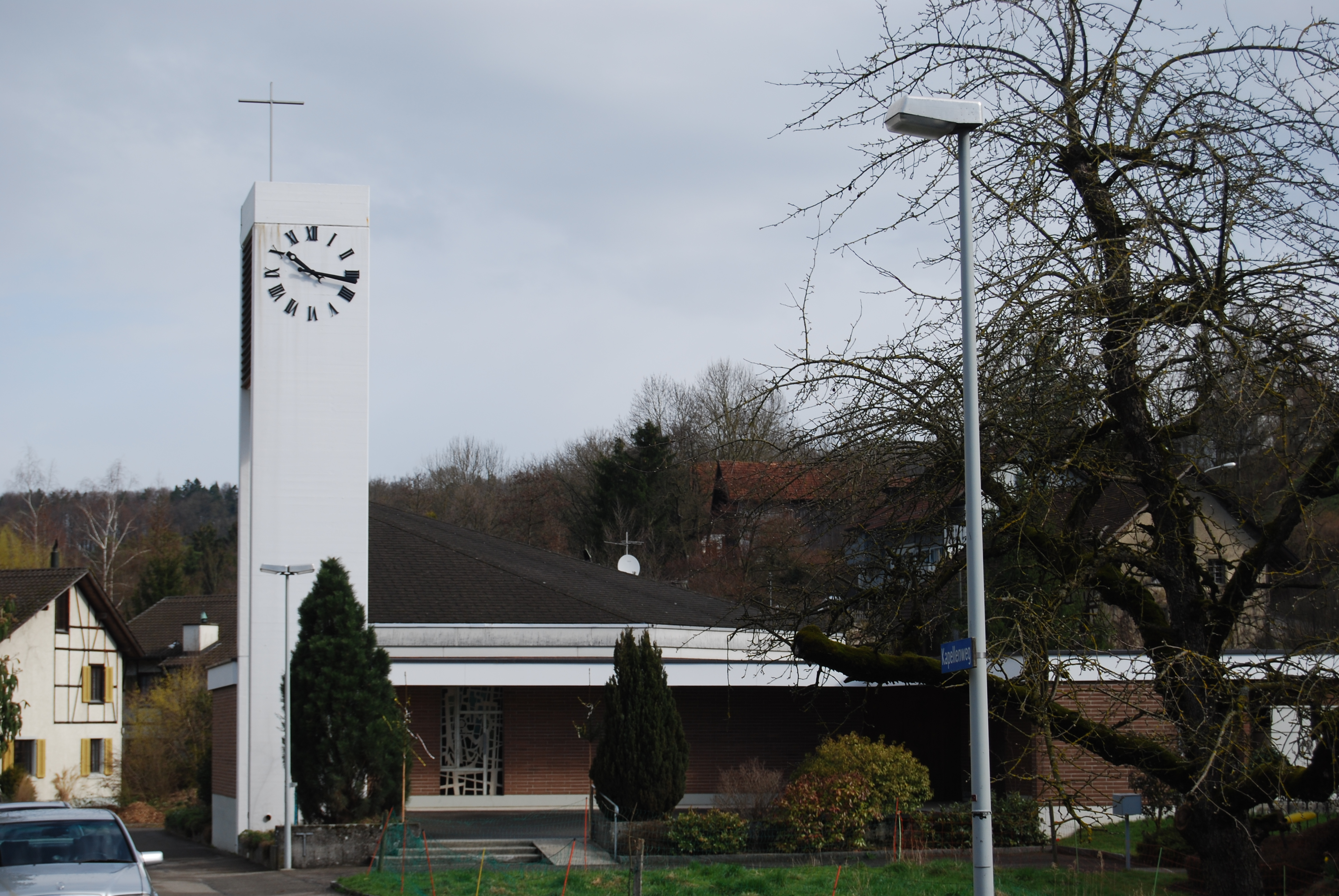
La cappella cattolica di San Fridolino

- Cappella cattolica di San Fridolino, eretta nel 1968-1970[1].

## Società

### Evoluzione demografica
L'evoluzione demografica è riportata nella seguente tabella:
Abitanti censiti